# Découvertes Gallimard
Découvertes Gallimard (letterlijke betekenis: Ontdekkingen Gallimard; in Nederland: Fibula Pharos; in België: Standaard Ontdekkingen) is een pocketboekenreeks gemaakt door Pierre Marchand en uitgegeven door Éditions Gallimard. De rijk geïllustreerde serie concentreert zich op archeologie, cultuur, geschiedenis, kunst, religie, wetenschap van de oudheid tot de moderne tijd. Het concept was vernieuwend: een vlot geschreven, maar wetenschappelijk verantwoorde tekst van een specialist, gecombineerd met veel illustraties en historische documentaire teksten.
De serie is gebaseerd op een idee van Pierre Marchand. Het eerste volume gaat over het oude Egypte en werd uitgebracht op 21 november 1986. De serie is een groot succes. Verschillende volumes zijn vertaald in meer dan 20 talen. Er zijn in deze serie momenteel (2017) meer dan 700 boeken (inclusief spin-offs) geschreven door meer dan 500 auteurs. In Nederland bracht de uitgeverij Fibula-Van Dishoek 30 volumes onder de titel Fibula Pharos uit. Een groot gedeelte van deze reeks is ook uitgegeven in co-productie met uitgeverij Standaard Uitgeverij, onder een andere reeksnaam nl. Standaard Ontdekkingen.

## De lokroep van de zeemeermin
De lokroep van de zeemeermin is het enige volume dat oorspronkelijk in het Nederlands is verschenen. De auteur Vic De Donder was een Vlaams essayist en historicus. De Donder was gefascineerd door de zeemeermin, hij verdiepte zich in het thema. Waar zitten de wortels van deze raadselachtige figuur? Waar komt dit ambivalente wezen vandaan? Hoe sterk was de invloed van de sirene op culturen? Na jaren illustraties verzamelen en informeren ontstond de nood om met al die kennis iets te doen. Standaard Uitgeverij zag het onderwerp in de reeks Standaard Ontdekkingen.
Gallimard toonde interesse, waardoor De Donder als eerste niet-Franse auteur in de reeks Découvertes terechtkwam. Pas na 151 succestitels dacht Gallimard dus aan een buitenlander. Toch aarzelde de Parijse uitgeverij: „Interessant onderwerp, maar hoe kan je dat illustreren?” Toen haalde De Donder een indrukwekkende lijst met zo’n duizend beelden boven en was Gallimard overtuigd. Het boek is vertaald in het Frans met de titel Le chant de la sirène, dat werd het 152ste boekje in Découvertes die uiteindelijk meer dan 580 titels zou tellen. In 2006 kwam er van de Franse versie een herdruk. Het boekje kende ook internationaal succes, dankzij vertalingen in het Sloveens, Japans, zuid-Koreaans en vereenvoudigd Chinees.

## Galerij

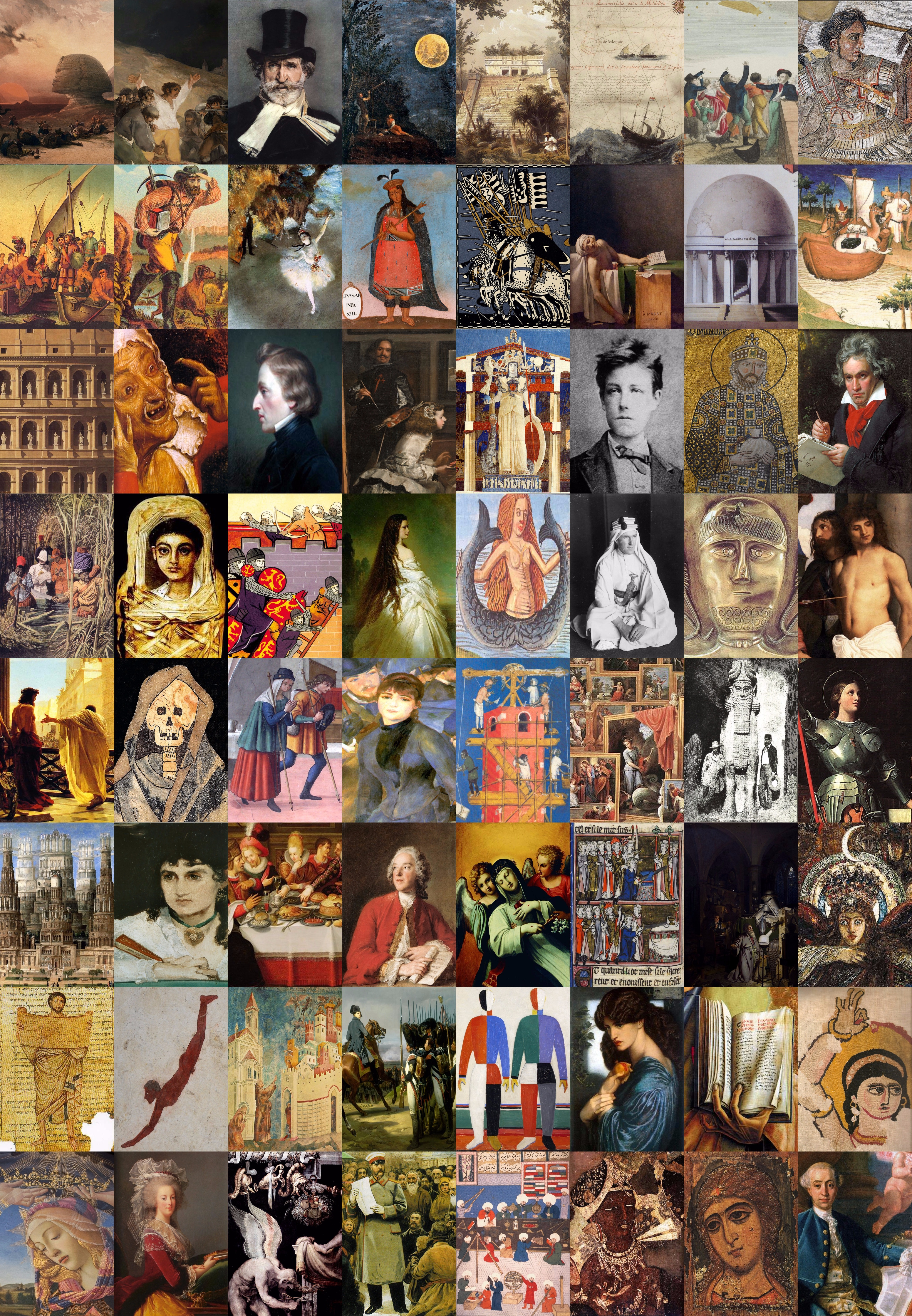
Afbeeldingen gebruikt voor boekomslagen van Découvertes Gallimard.
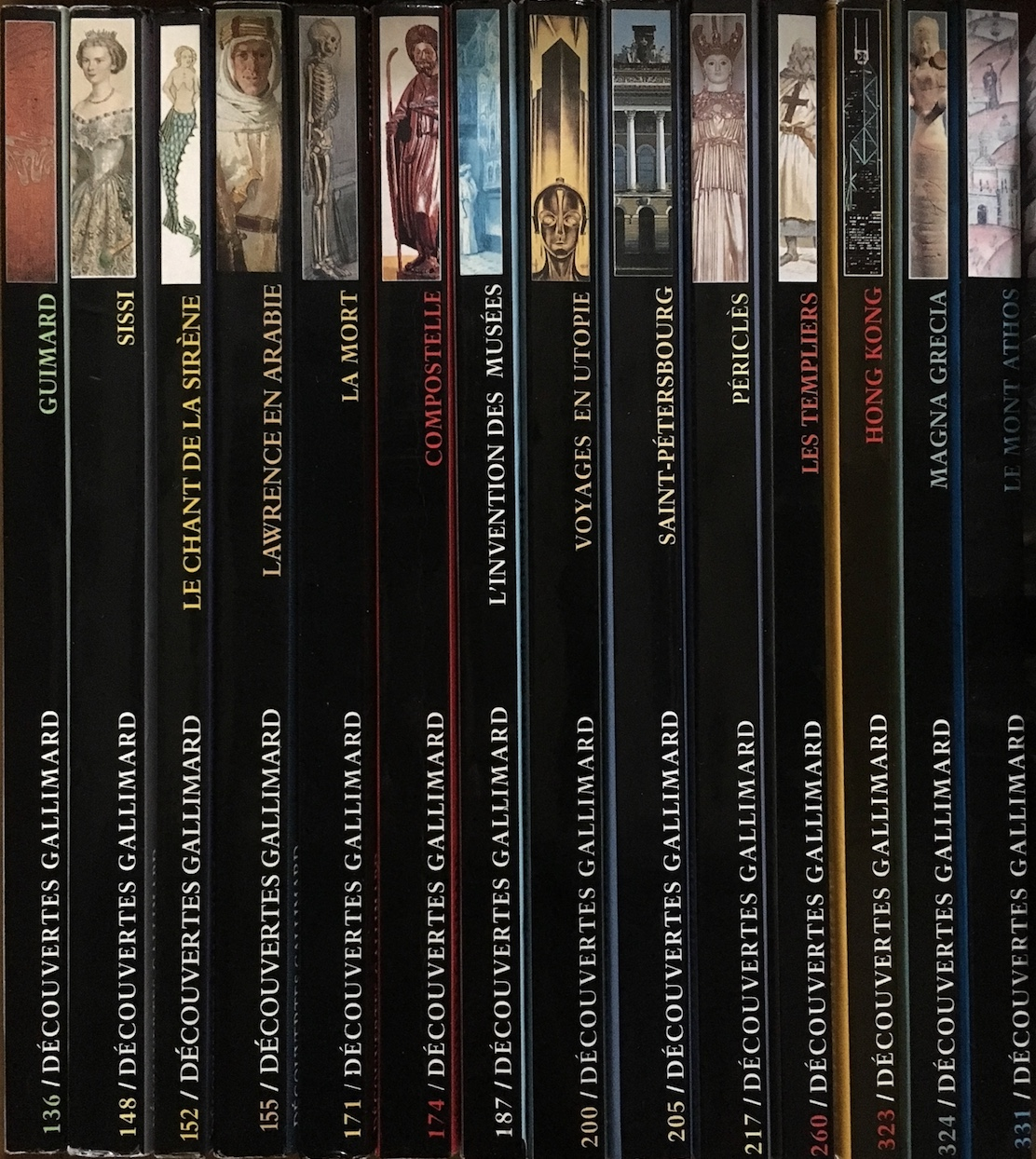
Boekstekels (oude editie)
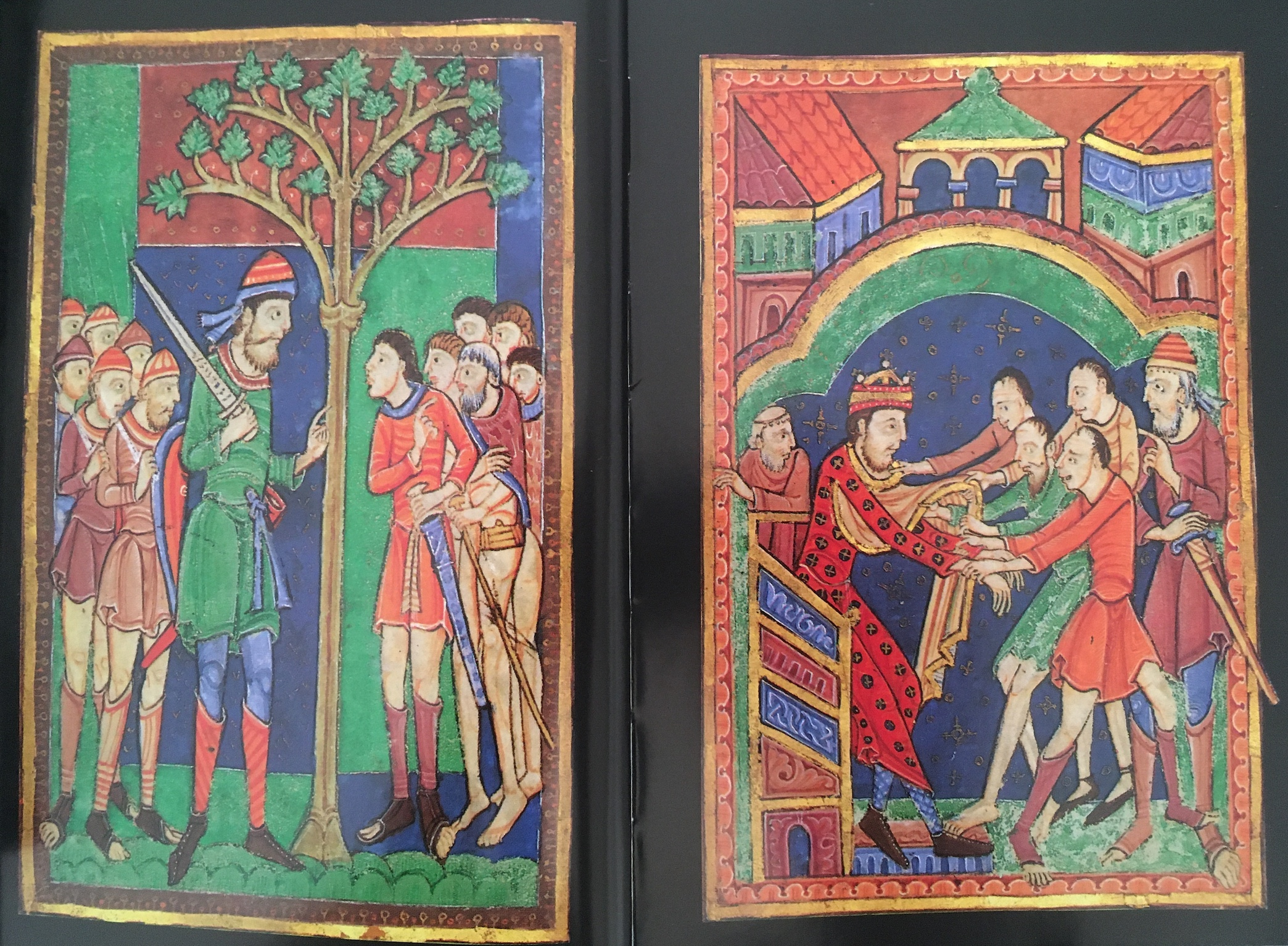
De Vikingen, heersers der zee (1990)
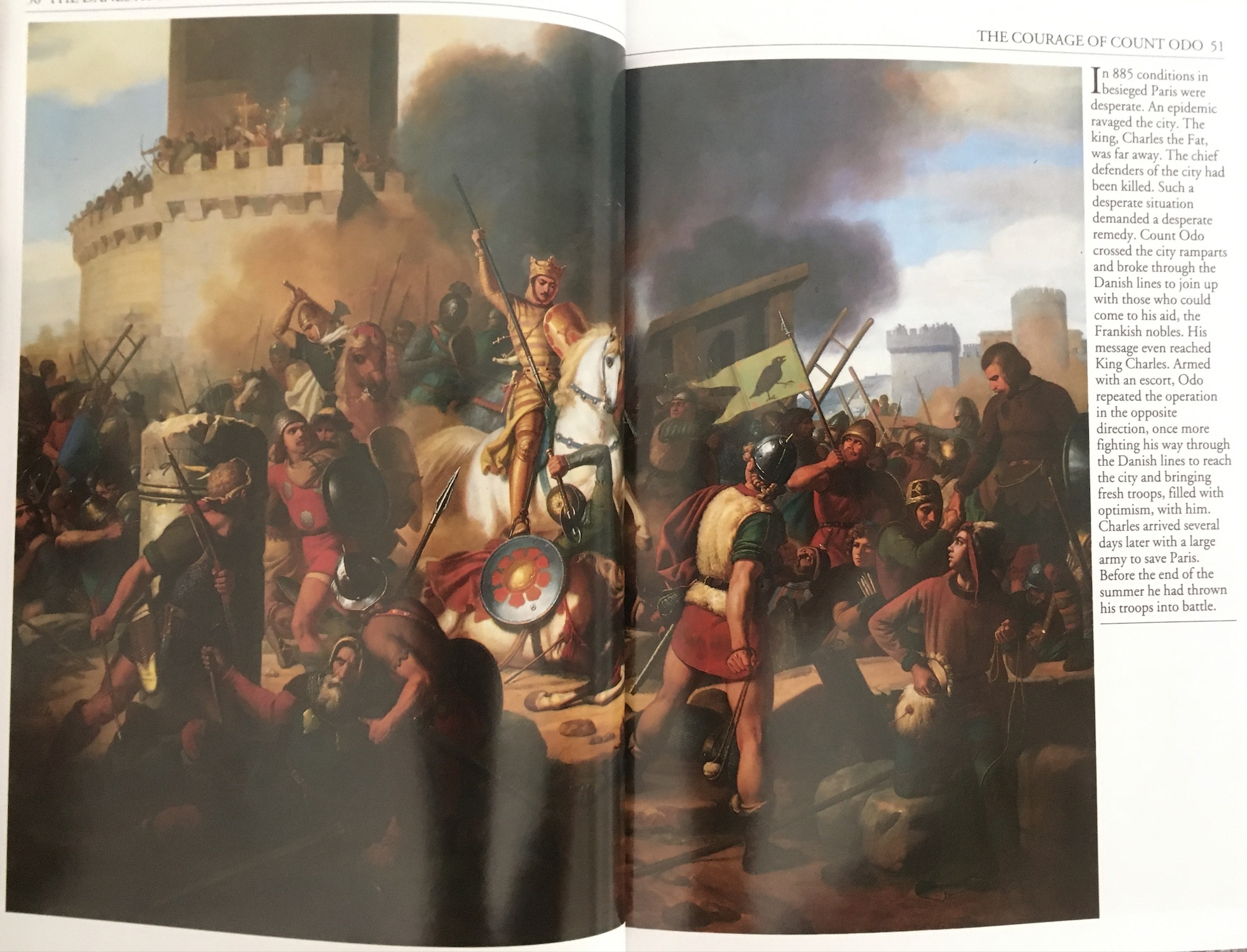
De Vikingen, heersers der zee (1990)
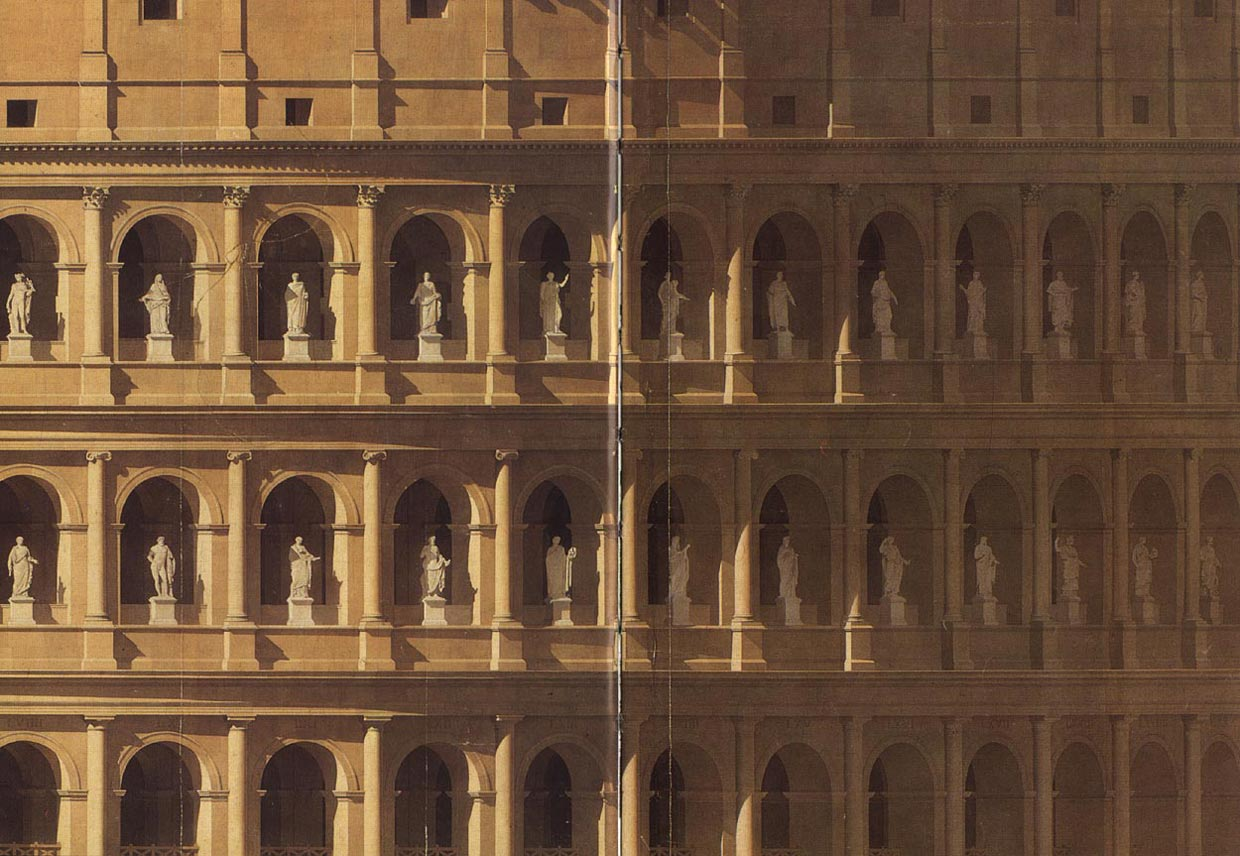
Op zoek naar het oude Rome (1991)
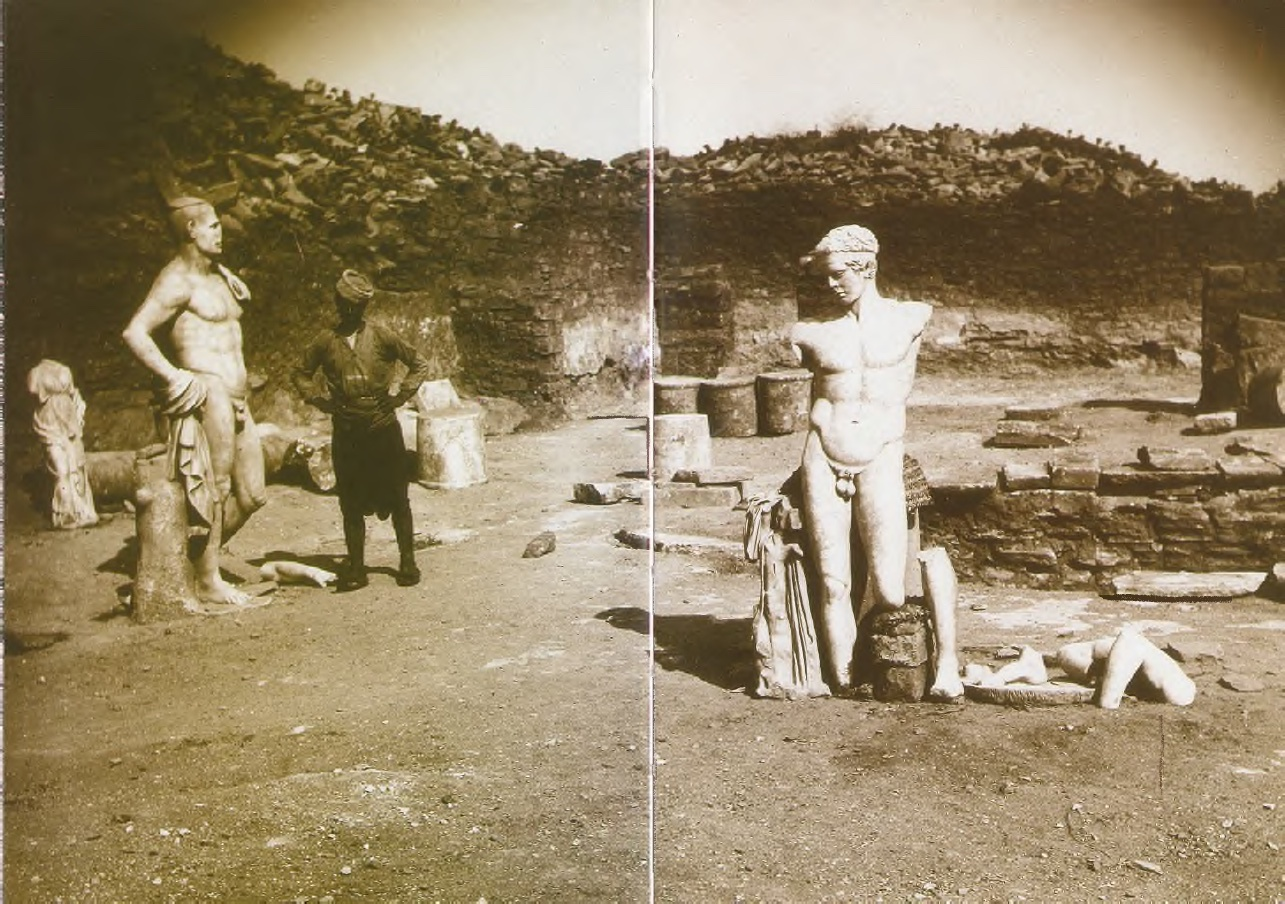
De schatkamer van het oude Griekenland (1993)
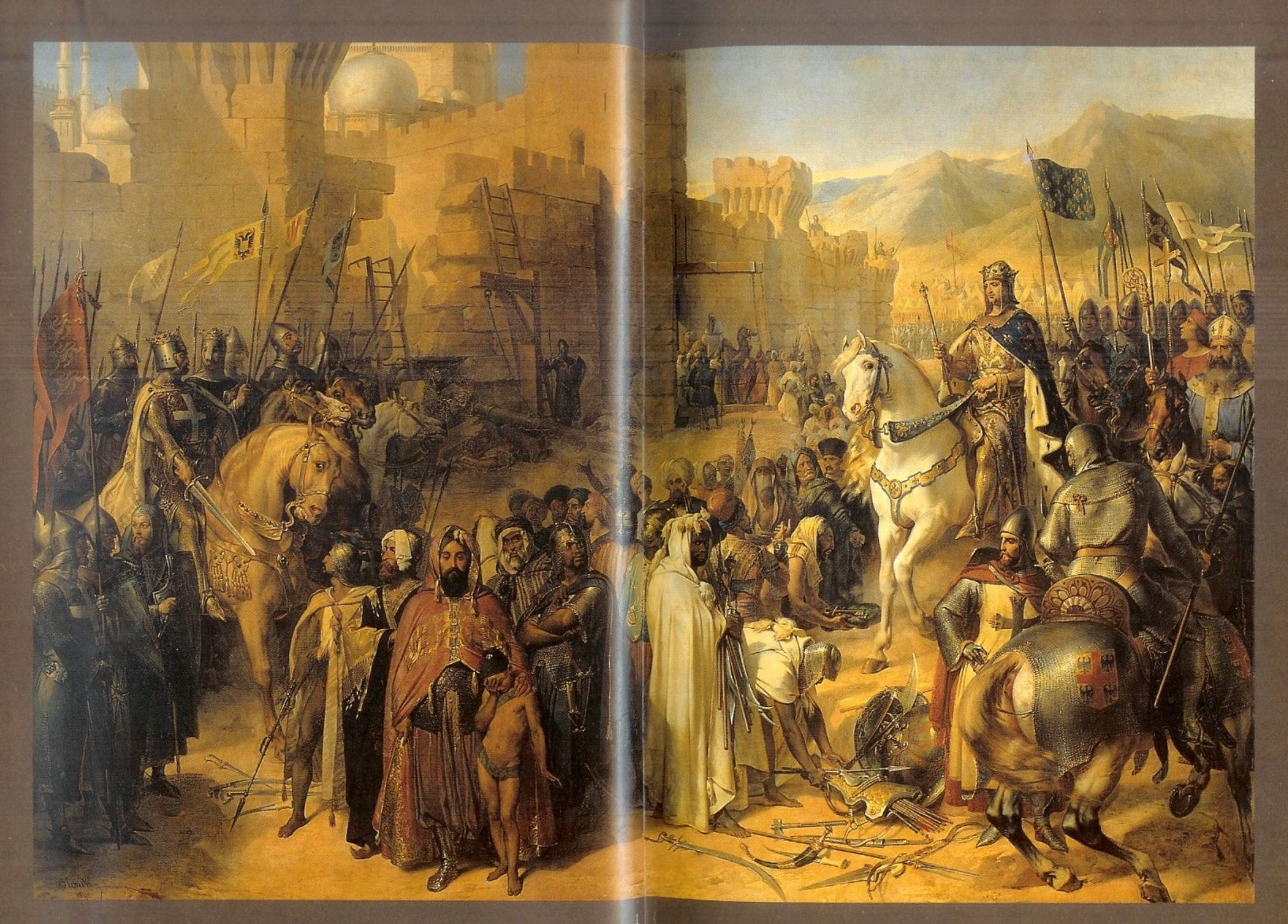
De kruistochten (1993)
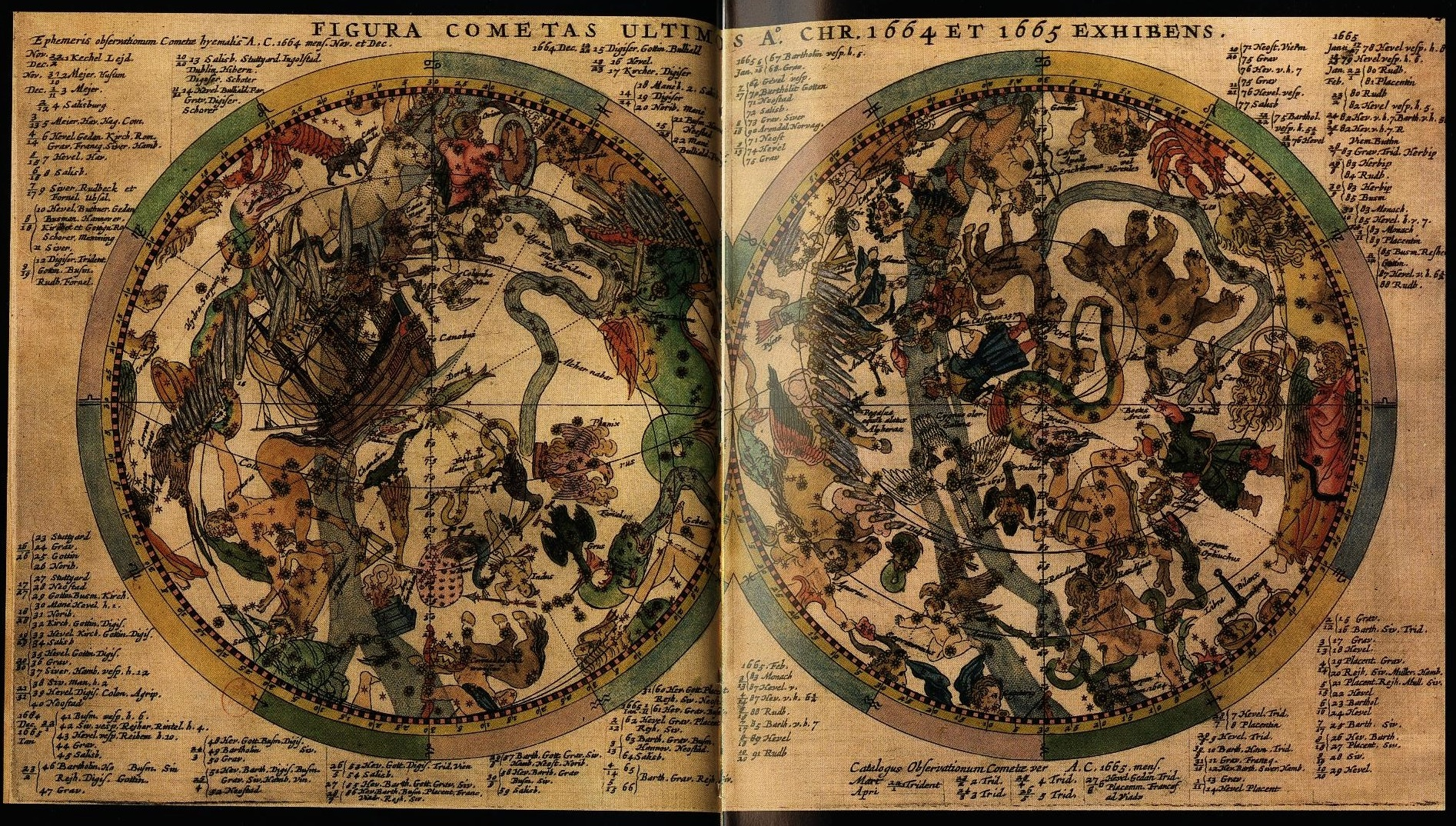
Le ciel, ordre et désordre (nr. 26)
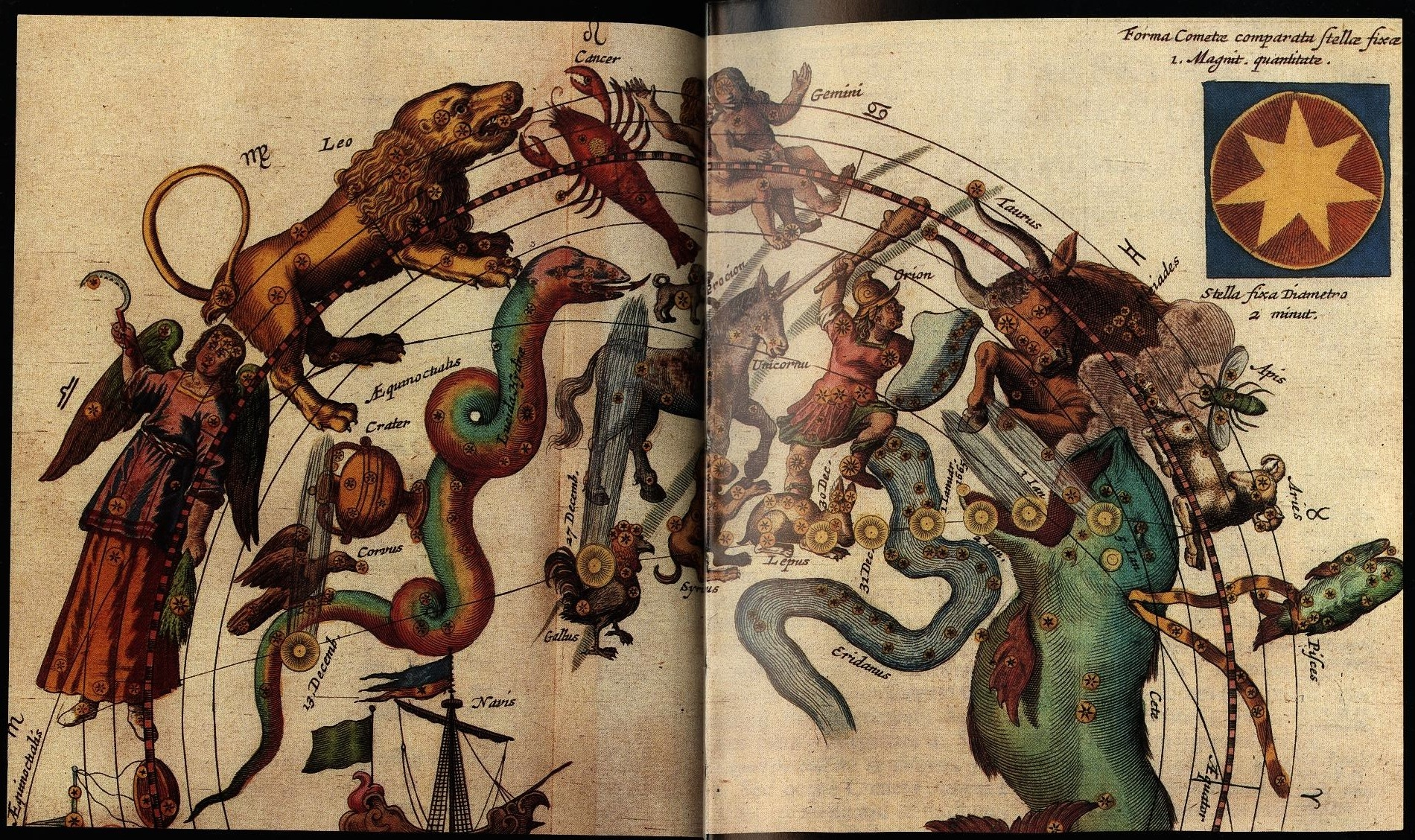
Le ciel, ordre et désordre (nr. 26)
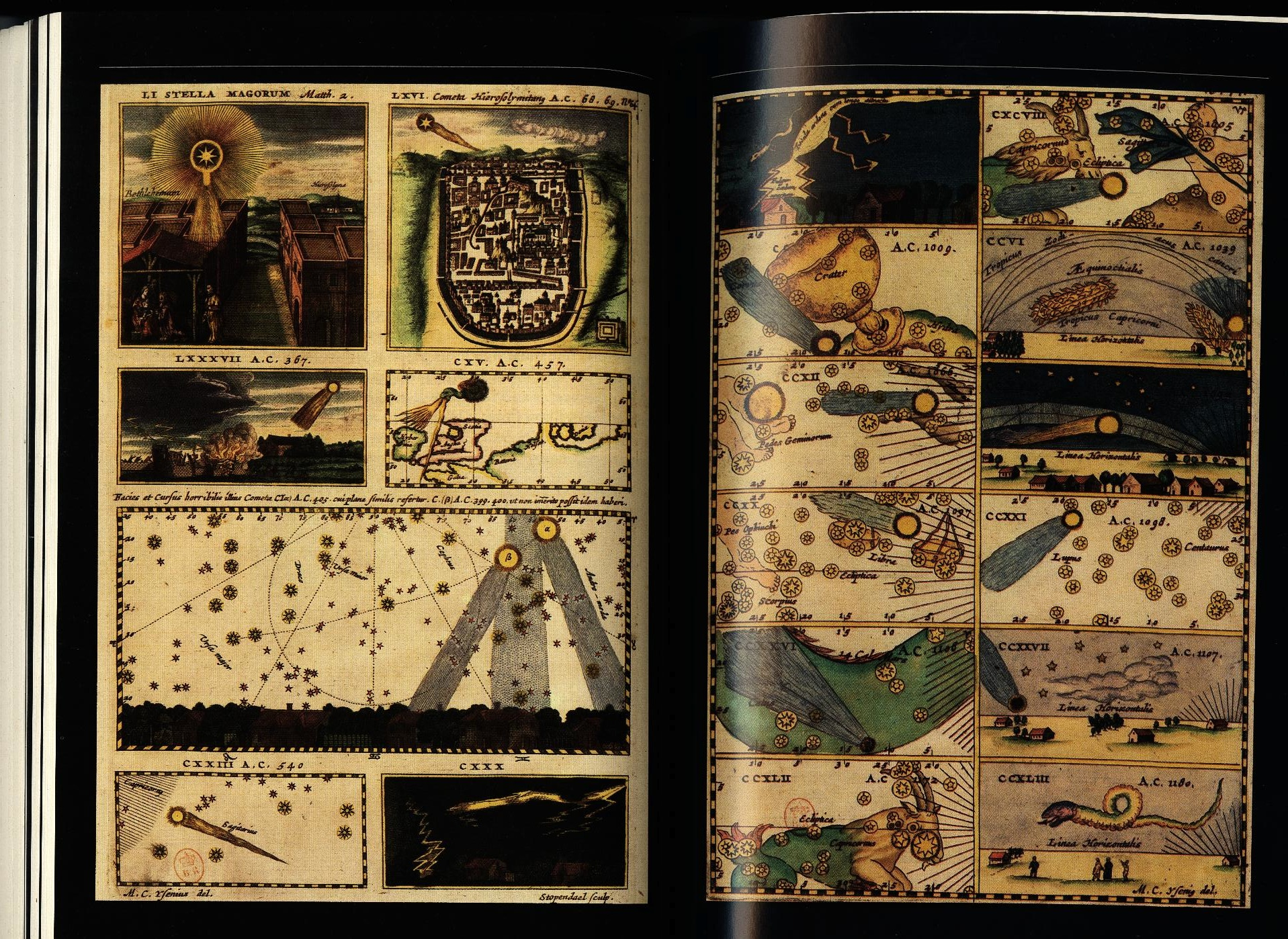
Le ciel, ordre et désordre (nr. 26)
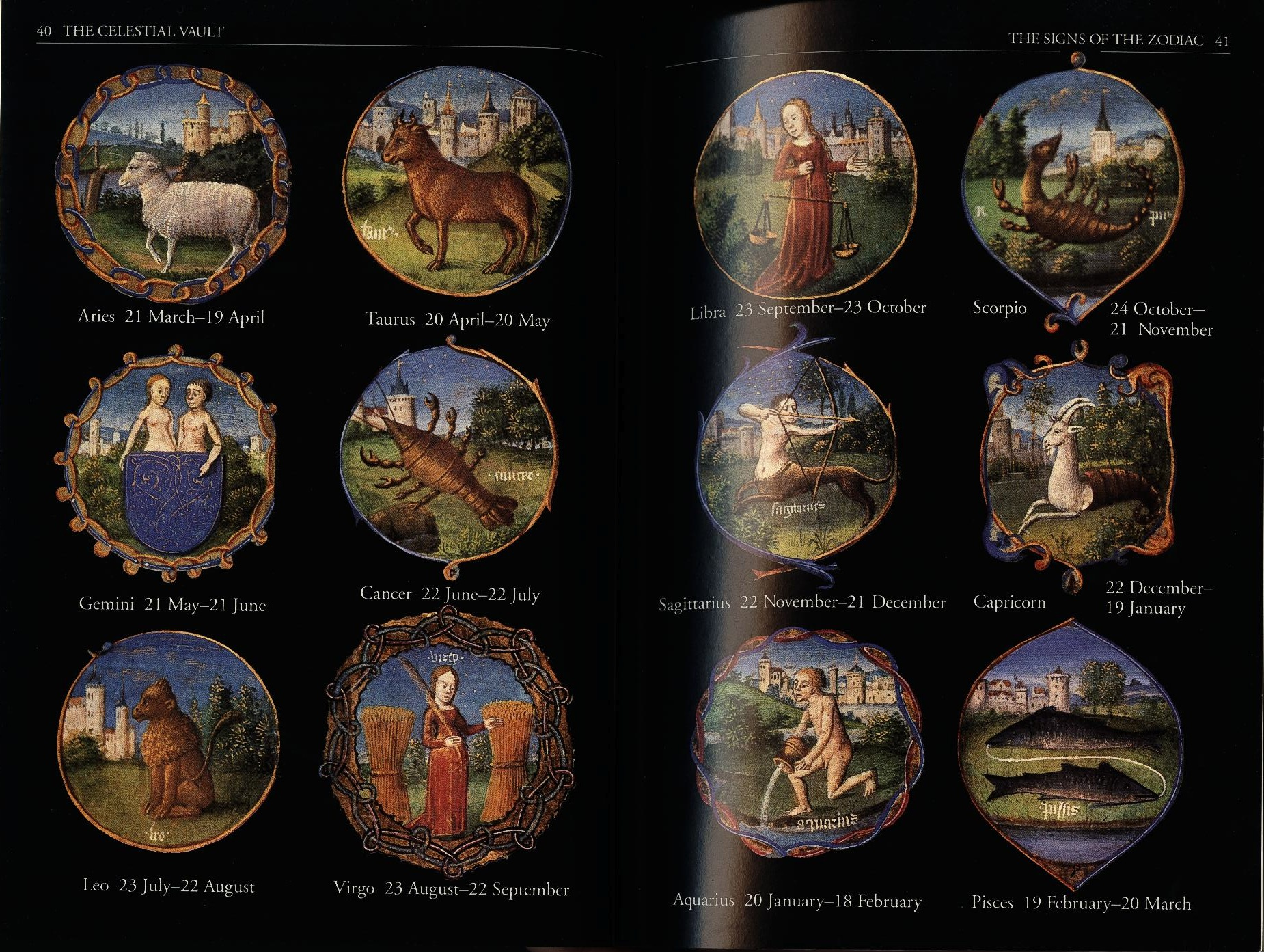
Le ciel, ordre et désordre (Engelse editie – The Sky: Order and Chaos)
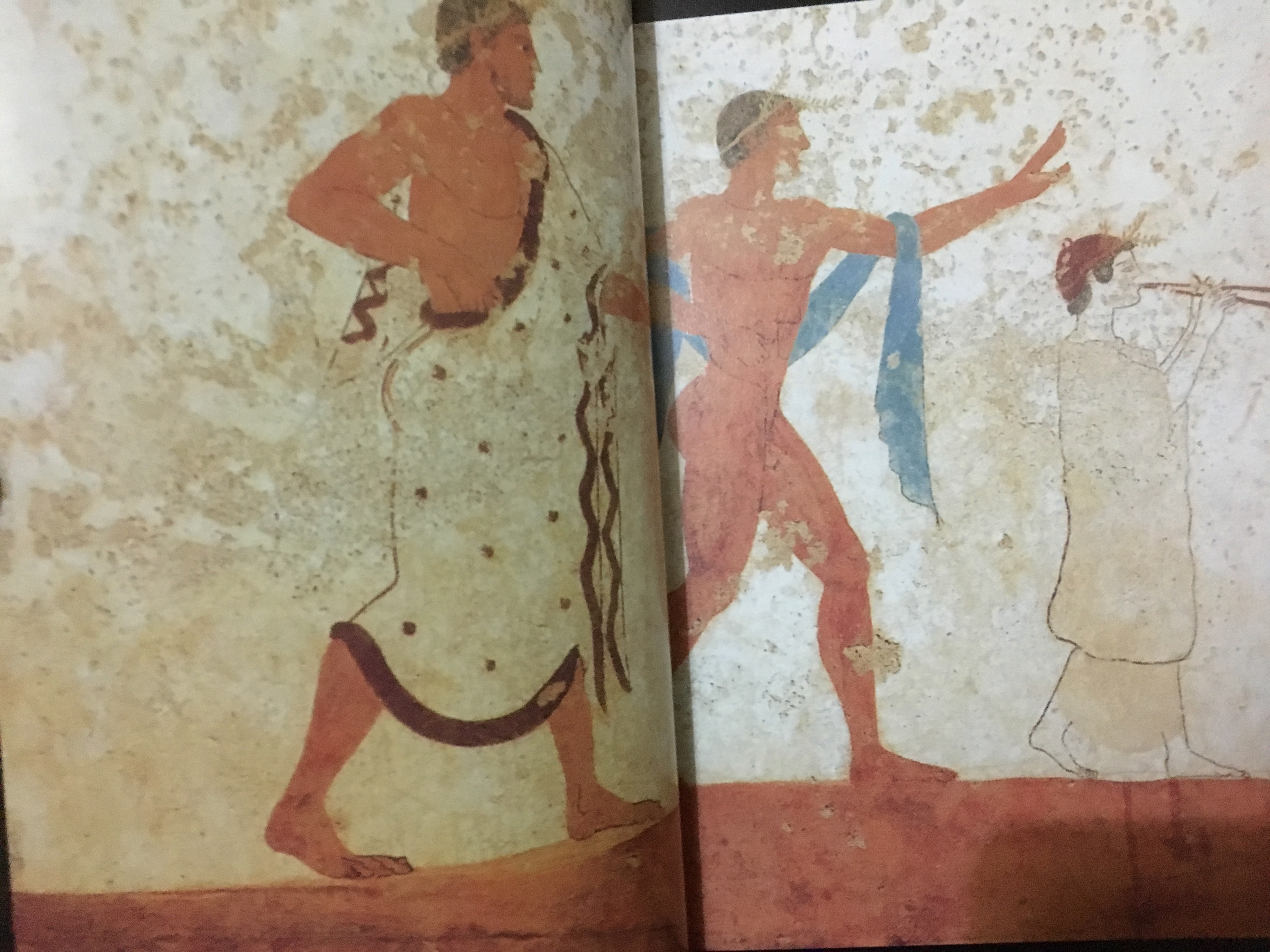
Magna Grecia : Les colonies grecques dans l’Italie antique (nr. 324)